# Ravne (gmina Cerknica)
Ravne – wieś w Słowenii, w gminie Cerknica. W 2018 roku liczyła 31 mieszkańców.